# Mīān Band
Mīān Band är en ort i Iran.   Den ligger i provinsen Khorasan, i den nordöstra delen av landet, 700 km öster om huvudstaden Teheran. Mīān Band ligger 1 124 meter över havet och antalet invånare är 164.
Terrängen runt Mīān Band är platt. Runt Mīān Band är det ganska glesbefolkat, med 25 invånare per kvadratkilometer. Närmaste större samhälle är Raisi, 8,7 km sydväst om Mīān Band. Trakten runt Mīān Band består i huvudsak av gräsmarker.